# Christian Carré
Pour les articles homonymes, voir Carré (homonymie).
Pas d'image ? Cliquez ici

a Compétitions nationales et continentales officielles uniquement.

b Matchs officiels uniquement.
Christian Carré, né le 18 février 1943 à Conques-sur-Orbiel et mort le 30 août 2020 à Mouriès, est un joueur de rugby à XIII dans les années 1970 occupant le poste de pilier.
Il joue au rugby à XIII en évoluant au club du RC Marseille remportant notamment la Coupe de France en 1971 et disputant la finale du Championnat de France en 1973.
Fort de ses performances en club, Christian Carré intègre l'équipe de France et compte deux sélections contre l'Australie.

## Palmarès
- Collectif :
  - Vainqueur de la Coupe de France : 1971 (Marseille).
  - Finaliste du Championnat de France : 1973 (Marseille).

### Détails en sélection
| 1. | 9 décembre 1973  | Australie | 9-21 | Test-match | Pilier | - | - | - | - |
| 2. | 16 décembre 1973 | Australie | 3-14 | Test-match | Pilier | - | - | - | - |